# Charges et offices du royaume de Hongrie
Au sein du royaume de Hongrie il existait différents offices et charges accessibles aux membres de la noblesse suivant un processus d'élection ou de nomination.

## Adószedő
L'adószedő est un collecteur des impôts, qui peut correspondre à la fonction d'asséeur en France.

## Ajtónállómester
L'ajtónállómester est un proche du roi dont le périmètre de responsabilité a évolué avec le temps mais dont les origines sont la protection et la gestion de la garde rapprochée du monarque. Ensuite, ses pouvoirs évolueront vers des missions plus politiques.

## Aladószedő ou másodadószedő
L'aladószedő est un adjoint au collecteur des impôts.
Il est aussi nommé másodadószedő.

## Albán
L'albán est un personnage politique qui seconde le bán dans sa mission de gestion d'un large territoire.

## Alispán
Alors qu'il n'est pas rare que l'ispán, nommé par le roi, soit absent dans la gestion quotidienne de son comitat, l'alispán lui, nommé par l'Ispán, est chargé de la gestion des affaires du comitat.

## Asztalnokmester
L'asztalnokmester, parfois traduit en français par Maître de la table, aussi appelé Maître des intendants (dapiferorum Regalium Magistri ou encore de  magister dapiferorum en latin) était au début de sa création au XIIIe siècle responsable du service de la table royale, puis devient avec le temps seulement un prestigieux titre honorifique accordé par le roi.
L'asztalnokmester a pu aussi être appelé étekfogómester ou encore Főasztalnok à travers les époques.

## Bán
Un ban, dans le cadre du royaume de Hongrie, était un vice-roi qui avait la gestion d'un large territoire généralement au sud du royaume. Il avait une importance considérable, proche ou égale à celle du palatin.

## Birói tanácsos
Les échevins du palais était des nobles chargé de rendre justice. Il est comparable au titre d'échevin du palais.

## Csőszök ispánja
Autre nom de la fonction d'ajtónállómester.

## Erdőispán
Titre porté par le détenteur de la charge de Gérant des domaines royaux. Il correspond au titre de custodes silvarum en latin.

## Etekfogómester
Autre nom de la fonction d'asztalnokmester.

## Főajtónállómester
Autre nom de la fonction d'ajtónállómester.

## Főasztalnok
Autre nom de la fonction d'asztalnokmester.

## Főbányasz
Le Főbányasz était responsable de l'exploitation d'une ou plusieurs mines.

## Főispán
Autre nom de la fonction d'ispán.

## Főjegyző
Le főjegyző est un Notaire de comitat, qui était le responsable du bureau exécutif (hivatal) d'un comitat. Il est nommé generalis notarius en latin.

## Főkamarás
Le főkamarás est le Grand chambellan du royaume. Il est nommé cubiculariorum regalium magister en latin.
On retrouve aussi les dénominations kamarás ou encore főkamarásmester.

## Főkamarásmester
Le főkamarásmester est le chambellan du royaume.
On retrouve aussi les dénominations kamarás ou encore főkamarásmester.

## Főkapitány
Le főkapitány est un Capitaine en chef. Il occupe donc une fonction militaire soit pour une place forte, soit pour une division administrative comme le comitat.

## Főkincstárnok
Le Főkincstárnok (aussi Kincstartó, főkincstartó) est le responsable des finances du royaume. En français, il peut être assimilé au trésorier royal ou encore au Grand trésorier. Il correspond au titre de Summus Thesaurarius en latin.

## Főkirálybíró
Titre porté par le détenteur de la charge de Grand juge royal.

## Kormányzó
Le kormányzó est un régent d'une zone géographique assez vaste assimilable à un gouverneur.

## Főlovászmester
Titre porté par le détenteur de la charge de Maître des écuries royales, aussi appelé Grand écuyer. Il correspond au titre de agazonum regalium magistri ou magister agazonum en latin.

## Főpohárnok
Titre porté par le détenteur de la charge de Grand échanson. Il correspond au titre de pincernarum regalium magistri ou magister pincernarum en latin.
Il est identique au titre de Pohárnokmester.

## Főudvarmester
Titre porté par le détenteur de la charge de Grand maître de la Cour. Il correspond au titre de Curiae Regiae Magister en latin.

## Hadnagy
Titre porté par le détenteur de la charge de lieutenant responsable des affaires militaires.

## Harmincadispán
Titre porté par le détenteur de la charge de Responsable dans l'administration financière.

## Határispán
Les Határispán, ou ispáns des confins, était les personnes responsables de défendre telle ou telle portion des frontières du Royaume.

## Hirdetőispán
Titré porté par le détenteur de la charge de Maître des Héraults.

## Idvarispán
Titre porté par le détenteur de la charge de Ispán de la Cour royale.

## Ispán
Titre porté par le détenteur de la charge de responsable d'un comitat. Il est nommé par le roi et est son représentant local. Joupan est le terme français correspondant. Il correspond au titre de Supremus Comes en latin (comte suprême)
Il a été remplacé par le titre de főispán.

## Itélőmester
L'ítélőmester est un juge local (comitat ou moindre). Il était aussi connu sous le nom de proto-notarius en latin.

## Jegyzö
Titre porté par le détenteur de la charge de Greffier.

## Kamaraispán
Titre porté par le détenteur d'une charge de Responsable dans l'administration financière.

## Kamarai tanácsos
Titré porté par un conseiller au trésor.

## Kamarás
Titre porté par le chambellan.
On retrouve aussi les dénominations kamarás ou encore főkamarásmester.

## Kancellárja
Le kancellárja, traduisible par chancelier, était le responsable politique d'une zone, souvent assez grande.

## Kápolnaispán
Titre porté par le détenteur de la charge de ispán de la chapelle royale.

## Kardhordó
Titre porté par le détenteur d'une charge de Porter de l'Epée.

## Királyi főajtónállómester
Titre porté par le détenteur de la charge de Maître des portes, aussi appelé Grand huissier ou encore Premier capitaine des gardes. Il correspond au titre de Janitorum Regalium Magister en latin.
Il est identique au titre de csőszök ispánja.

## Királyi személynök
Titre porté par le détenteur de la charge de Chef de la Justice de Hongrie. Il correspond au titre de Personalis Praesentiae Regiae in Judiciis Locumtenens en latin. Il préside la Table royale.

## Királyi tanácsos
Titre porté par un conseiller du roi.

## Királyi testőrség kapitánya
Titre porté par le détenteur de la charge de Capitaine des Gardes du corps du Roi. Il correspond au titre de Turmae Praetorianae Hungariae Capiteneus en latin.
Le titre fut créé en 1765.

## Koronaőr
Le koronaőr, littéralement garde de la couronne, était avant dédié à la garde physique de la couronne et des bijoux royaux. Plus tard, ceci deviendra une charge honorifique.

## Másodadószedő
Titre porté par le détenteur de la charge de Vice-collecteur d’impôt.
Il est identique au titre de Aladószedő.

## Megyésispán
Titre porté par le détenteur de la charge de Ispan du comitat, ou encore Comte du comitat. Il correspond au comes comitatus en latin.

## Nádor ou Nádorispán
Souvent traduit en français par Palatin de Hongrie (comes palatii, comes palatinus ou encore later palatinus (regni) en latin), il est le plus haut dignitaire de la Hongri et seconde le roi dans sa tâche. Ses pouvoirs sont grands au sein du royaume.

## Obergespän
Titre porté par le détenteur d'une charge de haut-fonctionnaire administratif.

## Országbíró
Souvent traduit en français par Juge (suprême) du Royaume (Iudex curiae regiae en latin), országbíró est une dignité accordée par le pouvoir royal à des membres des familles les plus importantes du royaume.
Elle est la troisième plus haute distinction du royaume après celle du roi et du palatin.

## Országgyűlési követ
Titre porté par le détenteur de la charge de Membre de la Diète local, aussi appelé Député de la Diète.

## Pénzverőispán
Titre porté par le détenteur de la charge de Responsable dans l'administration financière.

## Pohárnokmester
Titre porté par le détenteur de la charge de Grand échanson.
Il est identique au titre de főpohárnok.

## Szolgabiró
Souvent traduit en français par Juge des Nobles (Iudex nobilium en latin), le szolgabiró (pluriel : szolgabirok) est le responsable effectif de la gestion d'un comitat, à la différence de ispan qui est nommé par le roi, qui le représente, et souvent peu présent dans la gestion des affaires courantes. Ainsi, le szolgabiró est le plus souvent un noble local.
Il est aussi nommé főszolgabíró et főjegyző.

## Táblabiró
Le táblabiró est un magistrat dans le système judiciaire du royaume.

## Tárnokmester
Le Tárnokmester était le responsable des finances du royaume. En français, il est parfois appelé Maître du trésor, aussi appelé Grand Trésorier. Il correspond aux titres de Magister Tavernicorum et de tavernicus  en latin. Sa position a évolué dans le temps vers celle de Főkincstárnok.

## Titkos kancellár
Titre porté par le détenteur de la charge de Chancelier secret, c'est-à-dire un chancelier qui dépend directement du roi et qui, sous la présidence de celui-ci, décide des affaires les plus importantes du pays, et édicte notamment les ordonnances et les lois

## Titkos tanácsos
Le titkos tanácsos est un conseiller secret, c'est-à-dire un conseiller qui dépend directement du roi et qui, sous la présidence de celui-ci, décide des affaires les plus importantes du pays, et édicte notamment les ordonnances et les lois

## Ügyész
Titre porté par le détenteur de la charge de Procureur.

## Urburaispán
Titre porté par le détenteur d'une charge de Responsable dans l'administration financière.

## Vajda
Titre porté par le détenteur d'une charge de Voïvode.

## Várispán
Titre porté par le détenteur d'une charge de Responsable d'un comitat royal,. Il correspond à Comes Castri en latin.

## Várnagy
Littéralement Grand (hongrois : -nagy) du château (hongrois : vár-), várnagy désigne deux fonctions par fois cumulables : le responsable du système de défense d'un château; et le chef militaire d'un comitat. Il a alors notamment sous sa responsabilité la défense de la préfecture (hongrois : megyeháza) et la gestion des prisons. En latin, il est appelé Maior castri ou encore castellanus.

## Vásárjog
Littéralement Droit (hongrois : -jog) de marché (hongrois : vásár-), titre porté par quelqu'un détenant un droit de marché (accordé à une ville libre royale ou ville minière ou à un seigneur). Autrement dit, le droit de tenir un marché et d'y faire payer une taxe locale, dont étaient d'ailleurs exemptés les citoyens de la ville et les nobles.